# HLL Lifecare
HLL Lifecare (бывшая  Hindustan Latex Limited) — индийский производитель средств здравоохранения, в том числе мужских и женских презервативов, гормональной контрацепции (противозачаточных таблеток), тестов на беременность, хирургических игл и ниток, пакетов для переливания крови, передвижных диагностических лабораторий. Штаб-квартира расположена в Тируванантапураме, штат Керала, контрольный пакет акций принадлежит правительству Индии. По состоянию на 2007 год компания HLL Lifecare являлась крупнейшим производителем презервативов в мире (мощности HLL Lifecare достигали 1 млрд презервативов в год).
Большое внимание HLL Lifecare уделяет социальной работе и благотворительности: по заказу правительства компания ведёт широкую разъяснительную работу среди населения в области планирования семьи, пропаганды безопасного секса и сокращения незапланированных беременностей, распространяет бесплатные презервативы и противозачаточные таблетки среди бедняков, расширяет сеть диагностических центров для неимущих, помогает ведущим медицинским колледжам страны.

## Деятельность
В 2005 году HLL Lifecare совместно с американским фондом Acumen основала сеть бюджетных, но высококачественных больниц LifeSpring Hospitals, которые вскоре заняли лидирующее положение на рынке медицинских услуг Хайдарабада. В 2014 году HLL Lifecare приобрела контрольный пакет акций государственной компании Goa Antibiotics and Pharmaceuticals (Гоа).   
Компания HLL Lifecare контролирует Vaccine and Medical Equipment Park в Ченгалпатту (округ Канчипурам), завод гормональных препаратов в Белгауме, фармацевтические фабрики в Перуркаде и Аккуламе (Тируванантапурам), Перумбавуре и Какканаде (округ Эрнакулам), Манесаре (округ Гургаон) и Индауре, тесно сотрудничает с Центром биотехнологий имени Раджива Ганди в Тируванантапураме. HLL экспортирует свою продукцию в более чем 70 стран мира. Основными конкурентами HLL Lifecare на индийском рынке презервативов являются британская компания Reckitt Benckiser (бренд Durex), австралийская компания Ansell (бренд KamaSutra), индийские компании TTK Healthcare и Mankind Pharma. Несмотря на острую конкуренцию, HLL Lifecare удерживает около 65 % рынка противозачаточных средств в сельской и пригородной местности Индии.

## Попытка приватизации
8 января 2018 года правительство Индии одобрило приватизацию HLL Lifecare, однако Министерство здравоохранения и поддержки семьи Индии и правительство штата Керала выступили против этих планов.